# Station Wattignies - Templemars
Station Wattignies - Templemars is een spoorwegstation in de Franse gemeente Templemars. Het station ligt nabij de grens met buurgemeente Wattignies. Het staat langs de spoorlijn Paris-Nord - Rijsel. De spoorlijn werd hier al in 1846 in gebruik genomen. Het station werd in 1879 geopend.